# Орлов, Иван Григорьевич
Граф Ива́н Григо́рьевич Орло́в  (1733—1791) — русский офицер и помещик, старший из братьев Орловых.

## Биография
Старший сын генерал-майора, а затем действительного статского советника новгородского вице-губернатора, а впоследствии и губернатора Григория Ивановича Орлова (1685—1746) от брака с Лукерией Ульяновной Зиновьевой.
Окончил Шляхетный кадетский корпус, после чего начал службу в Преображенском полку. После смерти отца Иван, как старший сын, взял на себя все хозяйственные заботы и управление нераздельными имениями Орловых, причём младший, Владимир воспитывался в доме Ивана. Семья была патриархальной и когда место старшего в роду занял Иван Орлов, к нему перешло и уважение младших, которые, по преданию, в присутствии Ивана (бывшего им «в отца место») не смели садиться и даже в письмах целовали ему руки. Все братья Орловы жили необычайно дружно, любили и поддерживали друг друга.
В отличие от младших братьев принимал весьма незначительное участие в перевороте 28 июня 1762, возведшем на престол императрицу Екатерину II. Вместе с братьями в сентябре 1762 года был возведён в графское достоинство. Также получил звание капитана гвардии, отказавшись от прочих наград, чинов и званий, но не желая служить ни на военном, ни на гражданском поприще в 1764 году Иван Григорьевич вышел в отставку, получив от императрицы ежегодную пенсию в 20 тысяч рублей.
Иван Григорьевич почти безвылазно проживал в Москве и в имениях Орловых на Волге, где в одном только Надеинском Усолье им принадлежало более 300 тысяч десятин земли. Основал деревню Ивановка. В усадьбе Головкино на берегу Волги он выстроил каменный дворец, едва ли не первый во всём Поволжье, где с пышностью принимал императрицу во время её волжского вояжа в 1767 году.

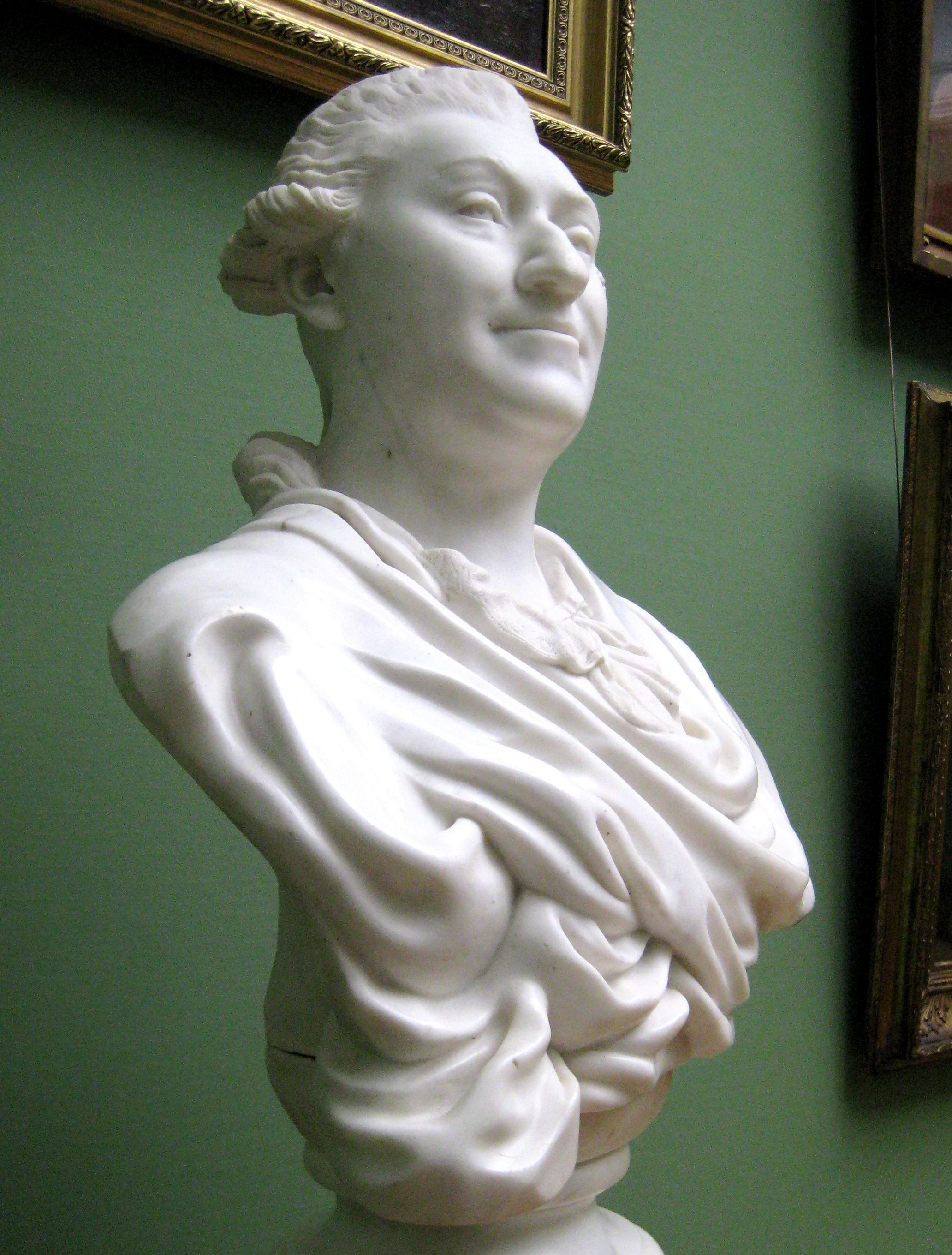
Бюст работы Ф. И. Шубина.

До самой смерти, даже когда Орловы после переворота 1762 года стали графами и обладателями огромного состояния, Иван управлял всеми имениями семьи, и его авторитет признавался братьями безоговорочно: «старинушка», «папинька-сударушка» отличался домовитостью и расчётливостью. Только изредка он приезжал в Санкт-Петербург к братьям по делам. В столице он постоянно ворчал и жаловался на дороговизну, но это не мешало ему увлекаться картами, спуская порой за вечер несколько тысяч, что его очень расстраивало. Особенно много хлопот и огорчений приносил ему мот Григорий, устраивая дела которого он «уставал как собака».
В качестве депутата от дворян Вяземского уезда Смоленской губернии в 1767 году участвовал в Комиссии по составлению нового Уложения. Был избран в маршалы комиссии, но отказался от этого поста, оставшись членом дирекционной комиссии.
В 1772 году стал одним из основателей Московского английского клуба, поставив одну из шести подписей под его правилами.
Скончался на 58-м году жизни, похоронен в фамильном мавзолее Орловых, в селе Отрада под Москвой. После смерти Ивана Григорьевича братья разделили имение, выделив 1500 душ вдове старшего брата, надолго пережившей супруга.

## Семья
Жена (с 30 июня 1783 года) — Елизавета Фёдоровна Ртищева (28.07.1750—03.12.1834), сестра генерала от инфантерии, главнокомандующего в Грузии Н. Ф. Ртищева, дочь Фёдора Алексеевича Ртищева (ум. 1756) от брака его с Марией Васильевной Лихаревой (1728—1793). По словам современницы, мать Елизаветы Фёдоровны состояла в связи с графом Иваном Орловом, «проведя жизнь в пороке, она решила, чтобы не терять своего влияния на Орловых, сделать свою красавицу дочь любовницей графа. Но нрав дочери был полной противоположностью материнскому, понадобилось 10 лет испытаний, чтобы граф Иван снизошел с высоты своего положения и согласился жениться на ней». Детей в браке не было.